# 2022-es UEFA-bajnokok ligája-döntő
A 2022-es UEFA-bajnokok ligája-döntő az európai labdarúgó-klubcsapatok legrangosabb tornájának 30., jogelődjeivel együttvéve a 67. döntője volt. A mérkőzést eredetileg a müncheni Allianz Arenában rendezték volna, de a 2020-as döntő helyszínének megváltoztatása miatt a további döntők helyszíneit egy évvel eltolták, emiatt a szentpétervári Kresztovszkij Stadion lett az új helyszín. 2022 februárjában az orosz–ukrán krízis miatt az UEFA fontolóra vette a döntő helyszínének megváltoztatását. Az Ukrajna elleni inváziót követően 2022. február 25-én az UEFA egy rendkívüli ülésen hozott döntése értelmében a döntőt áthelyezték a párizsi Stade de France-ba. A győztes részt vesz a 2022-es UEFA-szuperkupa döntőjében, ahol az ellenfele a 2021–2022-es Európa-liga győztese lesz.

## Csapatok
A Liverpool tizedik alkalommal szerepelt a Bajnokcsapatok Európa-kupája/UEFA-bajnokok Ligája döntőjében. Ezt megelőzően hat döntőt megnyert és hármat elveszített. Ez volt Jürgen Klopp negyedik Bajnokok Ligája döntője edzőként, miután 2013-ban elveszítette azt a Borussia Dortmunddal és 2018-ban, illetve 2019-ben szerepelt a Liverpoollal. 
A Real Madrid tizenhetedik alkalommal szerepelt a Bajnokcsapatok Európa-kupája/UEFA-bajnokok Ligája döntőjében és az elsőn a 2018-as döntő óta. Ezt megelőzően tizenhárom alkalommal nyertek és három alkalommal veszítettek. Ez volt Carlo Ancelotti ötödik döntője edzőként, ebből kettőn (2003, 2007) győzelemre vezette és egyet (2005) pedig elveszített az AC Milannal, 2014-ben pedig ismét megnyerte a Real Madrid edzőjeként. 
Ez a harmadik alkalom, hogy a két csapat egymással találkozik a BEK/BL döntőjében (1981,2018). Edzőként Carlo Ancelottinak ez volt a harmadik döntője a Liverpool ellen a 2005-ös és 2007-es után, illetve az AS Roma játékosaként részt vett az 1984-es döntőn (ezt 1-1-es eredményt követően, hosszabbításban tizenegyesekkel a Liverpool nyerte). Ez volt a hatodik alkalom, hogy egy angol és egy spanyol csapat a döntőben találkozik egymással (1981,2006,2009,2011,2018).

### Előző döntők
Megjegyzés: a torna elnevezése 1992-ig bajnokcsapatok Európa-kupája, 1993-tól UEFA-bajnokok ligája volt.
| Csapat      | Az ezt megelőző döntős szereplések évszámai (vastaggal a győztes évek)                              |
| ----------- | --------------------------------------------------------------------------------------------------- |
| Liverpool   | 9 (1977, 1978, 1981, 1984, 1985, 2005, 2007, 2018, 2019)                                            |
| Real Madrid | 16 (1956, 1957, 1958, 1959, 1960, 1962, 1964, 1966, 1981, 1998, 2000, 2002, 2014, 2016, 2017, 2018) |

## Út a döntőig
Megjegyzés: az eredmények a döntősök szempontjából értendőek (H: hazai pályán; I: idegenben).

## A mérkőzés
| 2022. május 28. 21:36 |

| Liverpool | 0–1               | Real Madrid  |
| --------- | ----------------- | ------------ |
|           | (0–0) Jegyzőkönyv | Vinícius 59' |

| Stade de France, Párizs Játékvezető: Clément Turpin (francia) |